# Antroeuilles
Antroeuilles is een gehucht in het Franse departement Nord. Het ligt in het oosten van de gemeente Avelin.
Antroeuilles ligt net ten oosten van het dorpscentrum van Avelin, richting Ennevelin. Oude vermeldingen van de plaats gaan al terug tot de 11de eeuw. Antroeuilles was de kleinste parochie van het Bisdom Doornik. Het leengoed en kasteel werden in 1678 gekocht door Michel Hangouart en kwamen onder het gezag van de markgraaf van Avelin. De kerk was gewijd aan Sint-Niklaas, maar deze werd in 1792 vernield door revolutionairen.

## Bezienswaardigheden
- Het Kasteel van Antroeuilles. In "les Anneux" staat nog een oude feodale boerderij, die vroeger afhankelijk was van de heren van Antroeuilles.